# Albizia dubia
Albizia dubia är en ärtväxtart som beskrevs av Nathaniel Lord Britton och Ellsworth Paine Killip. Albizia dubia ingår i släktet Albizia och familjen ärtväxter. Inga underarter finns listade i Catalogue of Life.